# ماه عسل (فیلم ۱۹۲۸)
ماه عسل (انگلیسی: Honeymoon) یک فیلم صامت آمریکایی است که در سال ۱۹۲۸ منتشر شد.